# 児童カルテ
『児童カルテ』（じどうカルテ）は、神聖かまってちゃんの9枚目のフルアルバム。2020年1月8日にワーナーミュージック・ジャパンから発売された。

## 解説
前作『ツン×デレ』から2年ぶりとなるアルバム。
メンバーのちばぎんが2020年1月13日の東京・Zepp DiverCity TOKYO公演をもってバンドを脱退することになった為、4人体制での最後のアルバムとなる。
アルバムリリースに先駆けて、2019年11月1日に本作が配信限定で先行リリースされた。
iTunes Storeにてアルバムを予約購入すると、特典として、未発表のデモ音源「みーみーくらっしゅ！」をダウンロードすることが可能となっていた。

## ミュージックビデオ
るるちゃんの自殺配信
神聖かまってちゃん初のアニメーションMVとなっており、制作をRabbit MACHINEが手掛けている。2021年現在再生回数は、YouTubeにて2000万回を超えたものの、視聴しようとするとYouTubeの規制が入り「ご自身の責任において視聴してください」と警告が表示されるようになった。
同様の規制は後に、YOASOBIの「夜に駆ける」にも表示されたことで、話題になり、同曲と共に記事サイトに取り上げられた。
毎日がニュース
楽曲の配信リリースに合わせ、ショートバージョンのリリックビデオで公開された。
Girl2
川島直人が監督を務めており、女装したの子と動物に扮したメンバーが登場している。2019年11月29日に公開された。
ディレイ
普段から神聖かまってちゃんのライブ映像を撮影している竹内道宏が監督を務めている。ショートバージョンであり、2019年8月10日にパーフェクトミュージックのYouTubeチャンネルにて公開された。

## 収録曲
| 全作詞・作曲: の子、全編曲: 神聖かまってちゃん。 |                                          |       |            |      |
| #                                                | タイトル                                 | 作詞  | 作曲・編曲 | 時間 |
| 1.                                               | 「るるちゃんの自殺配信」                 | の子  | の子       | 3:59 |
| 2.                                               | 「毎日がニュース」                       | の子  | の子       | 3:42 |
| 3.                                               | 「Girl2」                                | の子  | の子       | 3:21 |
| 4.                                               | 「聖マリ」                               | の子  | の子       | 3:56 |
| 5.                                               | 「静かなあの子」                         | の子  | の子       | 4:31 |
| 6.                                               | 「おやすみ」                             | の子  | の子       | 4:25 |
| 7.                                               | 「バイ菌1号」                            | の子  | の子       | 4:09 |
| 8.                                               | 「ディレイ」                             | の子  | の子       | 4:24 |
| 9.                                               | 「ゲーム実況してる女の子」               | の子  | の子       | 3:48 |
| 10.                                              | 「幽霊少女シニテー」                     | の子  | の子       | 3:10 |
| 11.                                              | 「夜空の虫とどこまでも －2019Rec.ver－」 | の子  | の子       | 4:29 |
| 12.                                              | 「匿名希望くん」                         | の子  | の子       | 2:55 |
| 合計時間:                                        | 合計時間:                                | 46:49 |            |      |